# 橋本良平
橋本 良平（はしもと りょうへい、1988年9月28日 - ）は、大阪府大阪市平野区出身の元プロ野球選手（捕手、内野手）。

## 経歴

### プロ入り前
大阪府大阪市平野区出身。小さい頃は空手道をやっており大会優勝の経験もあるが、「空手と違ってお金が稼げる」という理由から野球に専念するようになる。小学4年時にボーイズリーグ「八尾フレンド」に入り、6年時には春・夏の全国大会を連覇。大阪市立瓜破西中学校3年時にも全国大会を制覇し、日本代表の4番としてブラジルに遠征した。中学の2年先輩には後にプロでチームメイトとなる大橋雅法がいた。
中学卒業後は智辯和歌山高校に進学。入学後すぐに4番を打ち、1年夏は和歌山大会で13打数10安打の成績を残し8強入り、しかし2年になると伸び悩んで同級生の松隈に4番を譲り、一塁手にコンバートされたこともあった。その後立ち直り、3年夏には再び4番捕手として第88回全国高等学校野球選手権大会に出場。準決勝で田中将大を擁する駒大苫小牧高校に敗れたが、準々決勝の帝京高校戦では3ラン本塁打を放つなど4強入りに貢献。なお、橋本は準決勝で田中からタイムリーを放っている。大会後に開催された日米親善野球では全日本高校選抜チームの4番捕手として田中とバッテリーを組み、5試合に出場して打率.500・1本塁打・10打点を記録。高校通算34本塁打。
2006年の高校生ドラフトで阪神から3巡目指名を受け入団。

### 阪神時代
2007年、二軍のウエスタン・リーグで30試合に出場したが、打撃面では打率.198、出塁率.207で、打席数の4分の1以上の三振を喫した。
2008年、二軍で23試合、捕手として22試合に出場し、7月6日の対中日ドラゴンズ戦では若竹竜士とバッテリーを組んで二軍戦ながらノーヒットノーラン達成に貢献した。打撃成績は前年を下回り、守備でもチームで1人だけ捕逸を記録するなど精彩を欠いた。
2009年、二軍で41試合、捕手として32試合と出場機会が増加した。打撃面では打率.200、出塁率.233と前年までより向上し、三振の割合も減少した。フェニックスリーグでは12試合に出場し、東野峻から2安打1打点を記録するなど32打数10安打の打率.313と好成績を残した。
2012年、二軍で打率.242、出塁率.307、長打率.266、OPS .573と打撃成績は改善が見られた。
2013年は、二軍で15試合の出場にとどまった。打撃成績は打率.308、1打点であった。10月1日に球団から戦力外通告を受けた。

### 阪神退団後
2014年度より、パナソニックに正社員として入社し、硬式野球部に所属。パナソニックでは、内野手登録となった。同年末、現役を引退することが発表された。

## 詳細情報

### 年度別打撃成績
- 一軍公式戦出場なし

### 背番号
- 38 （2007年 - 2011年）
- 66 （2012年 - 2013年）

### 登場曲
- 「TOKYO DRIFT」TERIYAKI BOYZ（2007年 - 2008年）
- 「この瞬間、きっと夢じゃない」SMAP（2009年）
- 「黄金魂」湘南乃風（2010年）
- 「I WISH FOR YOU」EXILE（2011年）
- 「できっこないを やらなくちゃ」サンボマスター（2012年）
- 「Perseus -ペルセウス-」島谷ひとみ（2013年）